# Nir Biton
Nir Biton (en hebreo: ניר ביטון‎; Asdod, 30 de octubre de 1991), también conocido como Nir Bitton, es un futbolista israelí que juega en la demarcación de centrocampista para el F. C. Ashdod de la Liga Premier de Israel.

## Selección nacional
Empezó a jugar en las categorías inferiores de la selección israelí, hasta que finalmente el 26 de mayo de 2010 hizo su debut con la selección absoluta en un partido amistoso contra Uruguay, encuentro que acabó con derrota israelí por 4-1. Fue elegido para jugar la Clasificación para la Eurocopa 2012, la clasificación para la Copa Mundial de Fútbol de 2014, y la clasificación para la Eurocopa 2016.

### Goles internacionales
| # | Fecha                   | Estadio                                 | Oponente | Gol | Resultado | Competición                         |
| - | ----------------------- | --------------------------------------- | -------- | --- | --------- | ----------------------------------- |
| 1 | 3 de septiembre de 2015 | Estadio Sammy Ofer, Haifa, Israel       | Andorra  | 2-0 | 4-0       | Clasificación para la Eurocopa 2016 |
| 2 | 10 de octubre de 2015   | Estadio Teddy Kollek, Jerusalén, Israel | Chipre   | 1-1 | 1-2       | Clasificación para la Eurocopa 2016 |
| 3 | 12 de noviembre de 2021 | Wörthersee Stadion, Klagenfurt, Austria | Austria  | 0-1 | 4-2       | Clasificación para el Mundial 2022  |

## Clubes
| Club                   | País    | Año       | Partidos | Goles |
| ---------------------- | ------- | --------- | -------- | ----- |
| F. C. Ashdod           | Israel  | 2009-2013 | 156      | 17    |
| Celtic F. C.           | Escocia | 2013-2022 | 271      | 15    |
| Maccabi Tel Aviv F. C. | Israel  | 2022-2025 | 51       | 1     |
| F. C. Ashdod           | Israel  | 2025-     | 16       | 0     |

## Palmarés

### Campeonatos nacionales
| Título                     | Club                   | País    | Año     |
| -------------------------- | ---------------------- | ------- | ------- |
| Scottish Premiership       | Celtic F. C.           | Escocia | 2013-14 |
| Scottish Premiership       | Celtic F. C.           | Escocia | 2014-15 |
| Copa de la Liga de Escocia | Celtic F. C.           | Escocia | 2014-15 |
| Scottish Premiership       | Celtic F. C.           | Escocia | 2015-16 |
| Scottish Premiership       | Celtic F. C.           | Escocia | 2016-17 |
| Copa de la Liga de Escocia | Celtic F. C.           | Escocia | 2016-17 |
| Copa de Escocia            | Celtic F. C.           | Escocia | 2016-17 |
| Copa de la Liga de Escocia | Celtic F. C.           | Escocia | 2017-18 |
| Scottish Premiership       | Celtic F. C.           | Escocia | 2017-18 |
| Copa de Escocia            | Celtic F. C.           | Escocia | 2017-18 |
| Copa de la Liga de Escocia | Celtic F. C.           | Escocia | 2018-19 |
| Scottish Premiership       | Celtic F. C.           | Escocia | 2018-19 |
| Copa de Escocia            | Celtic F. C.           | Escocia | 2018-19 |
| Copa de la Liga de Escocia | Celtic F. C.           | Escocia | 2019-20 |
| Scottish Premiership       | Celtic F. C.           | Escocia | 2019-20 |
| Copa de Escocia            | Celtic F. C.           | Escocia | 2019-20 |
| Copa de la Liga de Escocia | Celtic F. C.           | Escocia | 2021-22 |
| Scottish Premiership       | Celtic F. C.           | Escocia | 2021-22 |
| Copa Toto Al               | Maccabi Tel Aviv F. C. | Israel  | 2023-24 |
| Liga Premier de Israel     | Maccabi Tel Aviv F. C. | Israel  | 2023-24 |
| Supercopa de Israel        | Maccabi Tel Aviv F. C. | Israel  | 2024    |
| Copa Toto Al               | Maccabi Tel Aviv F. C. | Israel  | 2024-25 |